# Bebé e il banchiere truffatore
Bebé e il banchiere truffatore (Bébé et le Financier) è un cortometraggio muto del 1912 diretto da Louis Feuillade.

## Produzione
Il film fu prodotto dalla Société des Etablissements L. Gaumont

## Distribuzione
Distribuito dalla Société des Etablissements L. Gaumont, il film - un cortometraggio di 191 metri  - uscì nelle sale cinematografiche francesi nel novembre 1912.